# Marsha Norman
Marsha Norman (Louisville, 21 settembre 1947) è una drammaturga, librettista e sceneggiatrice statunitense.

## Biografia
Nel 1983 vinse il Premio Pulitzer per la drammaturgia per la sua pièce 'night, Mother, di cui sceneggiò anche l'adattamento cinematografico nel 1986. Nel 1991 scrisse il libretto del musical The Secret Garden, per cui vinse il Tony Award al miglior libretto di un musical. Il suo secondo libretto fu per il musical The Red Shoes, che però si rivelò un flop a Broadway. Nel 2005 ottenne una nuova candidatura al Tony Award per il suo libretto di The Color Purple, tratto dall'omonimo romanzo di Alice Walker. Nel 2013 scrisse il libretto del musical di Jason Robert Brown The Bridge of Madison County, ma anche questo musical si rivelà un flop.

## Filmografia parziale

### Cinema
- Una finestra nella notte ('night, Mother), regia di Tom Moore (1986)

### Televisione
- Skag - serie TV, 1 episodio (1980)
- Law & Order: Criminal Intent - serie TV, 2 episodi (2007)
- In Treatment - serie TV, 7 episodi (2009)